# Ho (sprog)
 For alternative betydninger, se Ho. (Se også artikler, som begynder med Ho)
Ho (sprog) er et munda-sprog der tales i det nordlige Indien.
| Sprog | Spire Denne artikel om sprog er en spire som bør udbygges. Du er velkommen til at hjælpe Wikipedia ved at udvide den. |